# Partido del Frente Cardenista de Reconstrucción Nacional
El Partido del Frente Cardenista de Reconstrucción Nacional (PFCRN) fue un partido político mexicano, que existió de 1987 a 1997. En ese último año, se le conoció solamente como Partido Cardenista (PC).

## Antecedentes
El PFCRN surgió en 1987 cuando el entonces Partido Socialista de los Trabajadores (PST) cambió de nombre, pasando de un socialismo internacional a un socialismo mexicanista. Según lo dicho por sus propios estatutos, el PFCRN tendría como fundamento, al pensamiento político e ideológico del expresidente Lázaro Cárdenas, a quien incluso definían como autor intelectual del partido. 
Para las elecciones federales de 1988, el PFCRN se adhirió al Frente Democrático Nacional, postulando a Cuauhtémoc Cárdenas Solórzano, hijo de Lázaro Cárdenas, como candidato a la Presidencia. De entre los partidos que apoyaron la candidatura de Cuauhtémoc Cárdenas, el PFCRN fue el que capitalizó un mayor número de votos, debido a su nombre. Esto tuvo como consecuencia, que sus candidatos ocuparan la mayoría de las diputaciones que se le reconocieron a la alianza de izquierda en ese entonces LIV Legislatura.

## Críticas
Al igual que su inmediato antecesor (el PST), el PFCRN siempre fue considerado como un partido paraestatal. Es decir, un partido manejado por el propio gobierno, que apoyaba sus intereses en todo momento. Inclusive, tras la elección de 1988, el PFCRN fue el primero de los partidos del Frente Democrático Nacional que se separó de él, conservando para sí al mayor número de diputados electos. Casi enseguida, esos diputados constituyeron su propia fracción y retornaron a su postura anterior de apoyo al Partido Revolucionario Institucional y al gobierno.[cita requerida]
El líder del PFCRN siempre fue Rafael Aguilar Talamantes, considerado por buena parte de la izquierda mexicana como un político poco serio, a quien acusaban, entre otras cosas, de invadir predios y conjuntos habitacionales, particularmente en el Estado de México.

## Desaparición
Para las siguientes elecciones federales de 1994 con el mismo Aguilar Talamantes como candidato, el partido obtuvo muy baja votación. Tres años más tarde, en 1997 el PFCRN intentó reestructurar su imagen, adoptando un nombre más sencillo, el de Partido Cardenista. En ese año, participó en las primeras elecciones para Jefe de Gobierno del Distrito Federal, postulando como su candidato al conocido periodista, locutor y conductor de televisión y radio, Pedro Ferriz Santa Cruz. Tras otro fracaso electoral, el Partido Cardenista perdió su registro definitivamente y desapareció.

## Partido político estatal

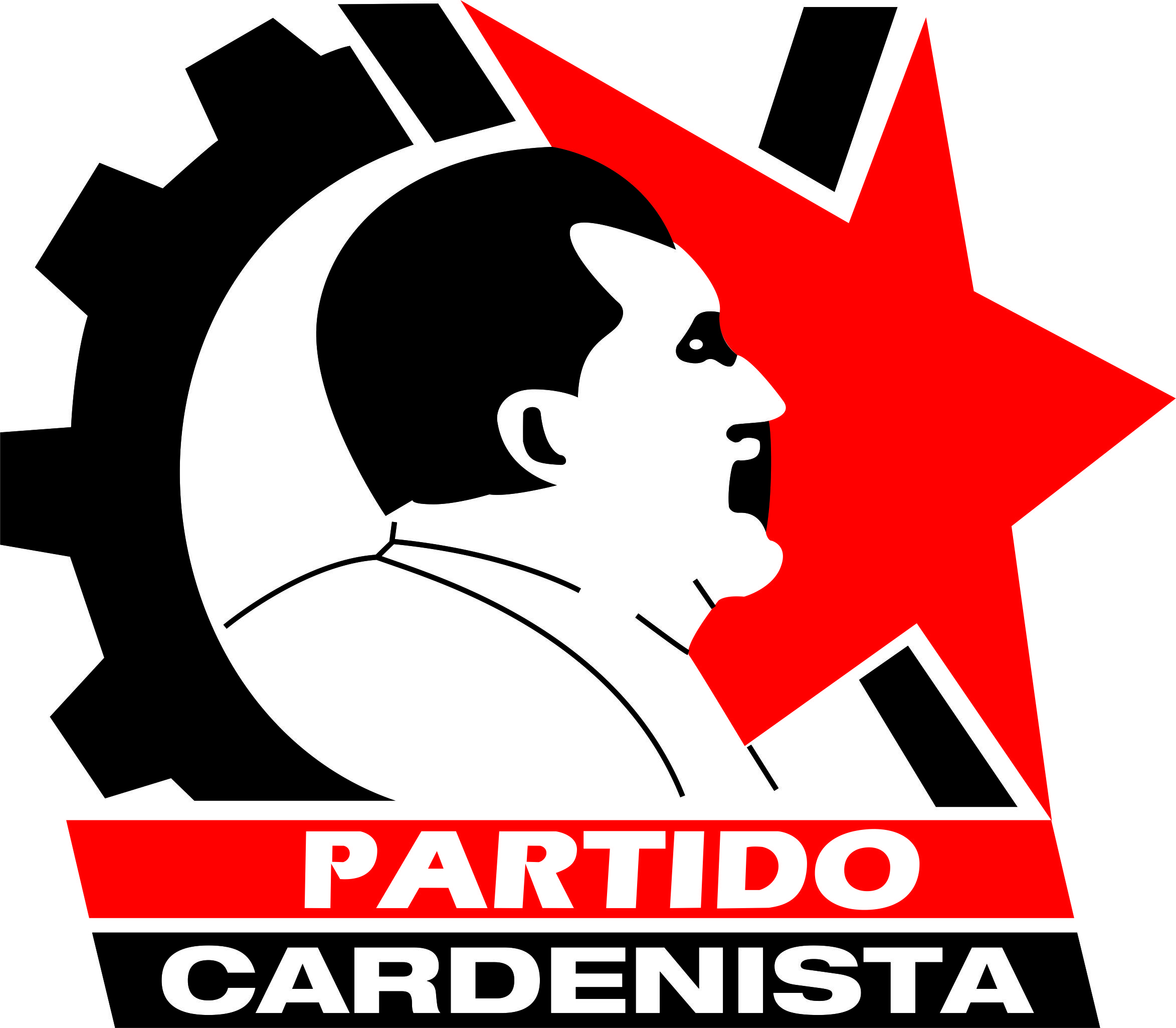
Logotipo del partido durante su último año de existencia (1997), y durante su época como partido estatal (2012-2022)

El Partido Cardenista obtuvo su registro como un partido político estatal en Veracruz en 2013. En dicho estado participó en las elecciones estatales de 2013 y a pesar de quedar en último lugar obtuvo 88´267 votos (2.77 %)  obteniendo 3 alcaldías (Coahuitlán, Ursulo Galván y Vega de Alatorre) y 1 diputación plurinominal, conservando así su registro. Para las elecciones del 2016 formó parte de la Coalición Para Mejorar Veracruz en conjunto con el PRI, PVEM, PANAL y Alternativa Veracruzana (otro partido político estatal) que postuló al senador priista 
Héctor Yunes Landa. Sin embargo el Partido Cardenista no formó parte de la misma coalición para la elección de diputados, eligiendo sus propios candidatos de forma independientes. A pesar de la Alianza con el PRI, el Partido Cardenista perdió su registro al obtener 39 556 votos (1.30 %) siendo inferior al 3 % requerido para mantener el partido. Un destino similar ocurrió con el partido Alternativa Veracruzana. Su dirigente en Veracruz es Antonio Luna Andrade.

## Presidentes del PFCRN
- (1987 - 1997): Rafael Aguilar Talamantes

## Candidatos a la Presidencia de la República
- (1988): Cuauhtémoc Cárdenas Solórzano
- (1994): Rafael Aguilar Talamantes